# Heinachshof

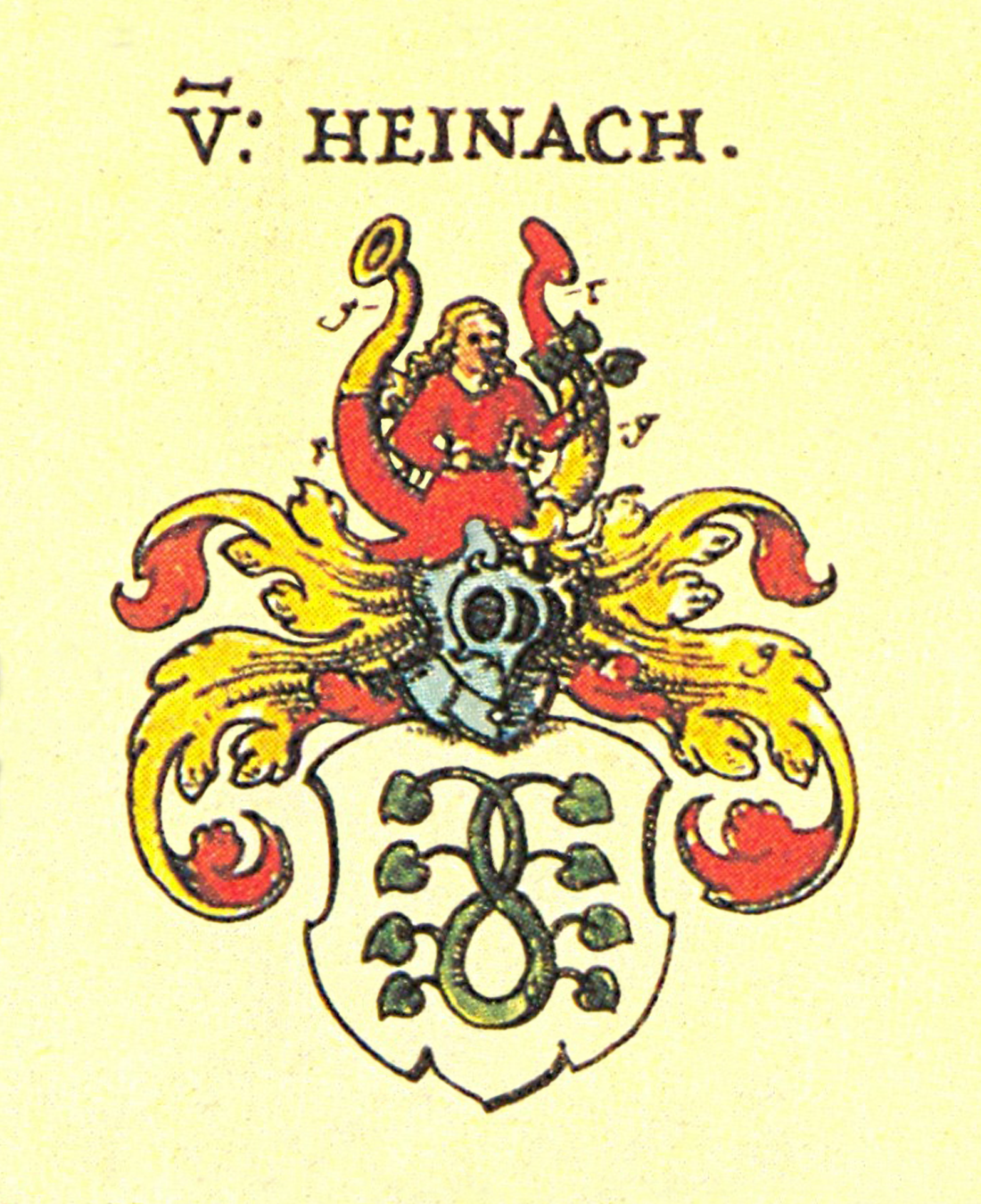
Das Wappen der Herren von Heinach

Heinachshof ist ein Gemeindeteil der Gemeinde Michelau im Steigerwald im unterfränkischen Landkreis Schweinfurt in Bayern.

## Geografische Lage
Der Weiler liegt in der Gemarkung Hundelshausen auf einer Waldlichtung im Osten des Michelauer Gemeindegebiets. Im Norden und Osten beginnt das gemeindefreie Gebiet Hundelshausen. Ein Teil dieses Gebiets ist auch im Süden zu finden. Südwestlich verläuft eine Straße in Richtung Prüßberg. Die Kreisstraße SW 52 leitet im Westen in den Ort Hundelshausen über.

## Geschichte
Der Name des Heinachshofs geht vermutlich auf den Vornamen „Hagenahi“ zurück. Dieser fränkische Adelige gründete hier wohl eine frühmittelalterliche Siedlung. Die Endung -ach weist auf einen frühen Gründungszeitpunkt hin. Vermutlich wurde das Waldland am Rande des Steigerwaldes im 8. oder 9. Jahrhundert während der Kolonisation der Karolinger gerodet und Menschen hier angesiedelt.
Die Geschichte des Heinachshofs ist eng mit der von Hundelshausen verbunden. Es handelte sich um ein Forsthaus, das bereits auf den Höhenzügen des Steigerwaldes zu finden war. Hier hatte das Ministerialengeschlecht der Herren von Heinach oder Heynach seinen Stammsitz. Sie waren die hochstiftischen Erbforstmeister des Steigerwalds und besaßen bis zu ihrem Aussterben im Jahr 1678 auch die Burganlage in Hundelshausen.
Bereits im Jahr 1303 tauchte das Geschlecht mit Ulrich von Hainach erstmals auf. Bereits ein Jahr später wurde ein Rudger Brustberg als Inhaber eines Grundstückes in Heinach erwähnt. Der Ort bestand wohl zeitweise nur aus einem einzelnen Hof, der zwischen 1401 und 1508 häufiger den Besitzer wechselte. 1602 kam die Anlage von den Fuchs von Bimbach an das aufstrebende Adelsgeschlecht Echter von Mespelbrunn.